# الكتب الذهبية الصغيرة
هي سلسلة من كتب الأطفال تأسست عام 1942. الكتاب الثامن من السلسلة (الجرو الصغير بوكي)، يعد أعلى الكتب مبيعًا على مر الزمن، وأصبحت الكثير من كتب السلسلة الذهبية أيضًا من أكثر الكتب مبيعًا، ومنها توتل وشرير القاطرة، والدجاجة الحمراء الصغيرة. وأصبح العديد من رسامي السلسلة أصحاب نفوذ في مجال كتب الأطفال، ومنهم كورين مالفيرن، وتيبور جيرجلي، وجوستاف تنجرين، وفيودور روجانكوفسكي، وريتشارد سكاري، وإيلويز ويلكين، وجارث ويليامز.
تتعامل العديد من كتب سلسلة الكتب الذهبية مع الطبيعة، والعلم، وقصص الإنجيل، وأغاني الأطفال، والحكايات الخيالية. ونشرت أيضًا عناوين أعياد الميلاد في كل سنة. امتلكت بعض كتب سلسلة الكتب الذهبية وبعض الكتب المتعلقة بها شخصيات مشهورة ومميزة من الوسائط الأخرى، مثل: شارع سمسم و الدمى المتحركة، وديزني، ولوني تونز، وباربي، وباور رينجرز، وتوماس ذا تانك إنجن، ووسائط الأخرى.
أصبحت روابط التلفاز والأفلام تحظى بشعبية خاصة، وعلى ممر السنين ظهر كل من هوبالونج كاسيدي، وشايان ولاسي، ورين تين تين، والكابتن كانجارو، ومستر روجرز، و ودوني، وماري أوزموند في الكتب الذهبية.
بدأت السلسلة مع كل من سايمون أند شوستر والشركة الغربية للطباعة، والطباعة الحجرية في راسين واشنطن، كان كل من سايمون وشوستر شريكَين في مشروع الكتب الذهبية الصغيرة، إذ تكفل ويسترن بعملية الطباعة. تغيرت الملكية و المراقبة للسلسلة في العديد من الأوقات، وأصبح بنجيمن راندم هاوس الناشر حاليًا للسلسلة.
بصرف النظر عن التغيرات في التفاصيل التي حدثت على مر السنين الكتب الذهبية حافظة على مظهرها المميز. النسخة المشتراة اليوم من كتاب الجرو الصغير بوكي تبدو تمامًا مثل النسخة المطبوعة في عام 1942. إذ يمكن تمييز كل منهما بسهولة بأنه كتاب ذهبي صغير. في وقت الذكرى الذهبية للسلسلة في عام 1992، ادعت الكتب الذهبية أنها قد باعت مليارًا ونصف من سلسلة الكتب الذهبية الصغيرة.
على الرغم من بقاء الكتب الذهبية الصغيرة العمود الفقري لخط الإنتاج، صنع المشروع المنتج لهم تشكيلة متنوعة من كتب الأطفال بأشكال متعددة من الوسائط من ضمنها تسجيلات وأشرطة، وفيديوهات، ودمى، وألعاب، وظهر العنوان أيضًا في الكثير من الصيغ من ضمنها «كتاب ذهبي».

## التاريخ
في عام 1940، كان جورج دوبليكس الرئيس لشركة نقابة الفنانين والكتاب (قسم من ويسترن للنشر)، وكان أول من أتى بهذه الفكرة عندما صنع أول كتاب للأطفال، في تلك الأثناء قاد مصنع طباعة مشترك ويسترن وسيمون وشوستر لتطوير علاقة مقربة بينهم. في عام 1938، أطلق ويسترن، وسيمون، وشوستر أول إنتاج مشترك تاريخي للأطفال.
امتلك دوبلايكس الفكرة لإنتاج كتب أطفال ملونة وذات متانة وبأسعار معقولة، ثم نُشرت تلك الكتب، حيث بيعت في ذلك الوقت بنحو 2 دولار إلى 3 دولار. بمساعدة لوسيل أولج رفيقه وزميله في النقابة، تمكن دوبلايكس من ربط كل من ألبرت ليفينثال وليون شيمكين بفكرته (يعمل كل من ألبرت وليون لسايمون وشوستر، حيث يعمل ألبرت بوصفه نائب رئيس الشركة ومديرًا للمبيعات).
قررت المجموعة نشر اثني عشر عنوانًا لإصدار متزامن فما كان سيطلق عليه سلسلة الكتب الذهبية الصغيرة. يحتوي كل كتاب على 42 صفحة، 28 صفحة ملونة بلونين، و14 صفحة ملونة بأربع ألوان، وستكون الكتب مقيدة بالدبابيس. ناقشت المجموعة في البداية مبلغ 50 سنت للكتاب، ولكن ويسترن لم يكن يريد المنافسة مع الكتب ذات الـ50 سنت الأخرى الموجود بالفعل في الأسواق. حسبت المجموعة أنه إذا كان عدد النسخ المطبوعة لكل عنوان هو 50000 نسخة بدلًا من 25000، فيمكن بيع الكتب بسعر معقول مقابل 25 سنتًا لكل منها.